# Фрирайд (горные лыжи и сноуборд)
Фрира́йд (англ. freeride) — катание на сноуборде или горных лыжах вне подготовленных трасс и, как правило, вне области обслуживания горнолыжной индустрии. Считается, что именно при катании по нетронутому снегу наиболее полно раскрываются все возможности сноуборда и горных лыж. Вместе с тем, фрирайдовое катание сулит и немало опасностей, связанных с незнакомой местностью, например возможностью схода лавин. По мнению ряда специалистов, новичкам в сноубординге и лыжах не следует торопиться с выходом за пределы трассы в горах, для этого следует уже иметь определённые навыки владения техникой катания. На протяжении последних лет ежегодно проводятся международные соревнования по фрирайду среди профессионалов и любителей.

## Виды фрирайд-катания
- Облегчённый фрирайд — самый простой и популярный вид внетрассового катания, суть которого заключается в подъёме на гору на подъёмнике и дальнейшем съезде по нетронутому склону вне подготовленных трасс.
- Бэккантри — восхождение на горы, не оборудованные подъёмниками, с дальнейшим спуском с них по целинному снегу. Наиболее распространённый вид фрирайда, несмотря на сложность восхождения на вершину горы, для старта. В отдельных регионах России существуют наглядные фрирайд-гайдбуки, например гайдбук по Хибинам. Такие гайдбуки рассчитаны только на компетентных фрирайдеров и позволяют заранее ознакомиться с районом катания, оценить сложность маршрута.
- Скитур-фрирайд - подъем в горы на лыжах/сноуборде с помощью специального снаряжения (скитурного или сплитбордного комплекта) для дальнейшего спуска. По сравнению с бэккантри, скитур значительно облегчает подъём за счет облегченного снаряжения, техники передвижения, а также отсутствия необходимости нести на рюкзаке лыжи или сноуборд. Скитур популярен в Хибинах, на Кавказе, в Красной Поляне, в Сибири и на Камчатке.
- Хели-ски (хелибординг) — заброс лыжников (сноубордистов) на вершину горы с помощью вертолёта. При этом данное развлечение является дорогим, а в некоторых местах нашей планеты хели-ски запрещён.
- Кэтскиинг (кэтскиинг) — заброс лыжников (сноубордистов) на вершину горы с помощью сноукэта — ратрака с пассажирской кабиной. При этом данное развлечение является менее дорогим, чем хели-ски.
- Сноумотобординг — катание сноубордиста по принципу водных лыж или вейкбординга, также сноускейтинга, только вместо катера используется снегоход, а вместо воды — снег

## Необходимые навыки и оборудование
Из необходимых навыков понадобится умение хорошо контролировать доску (лыжи) на любой поверхности, особенно на пухляке, а также самые базовые горные (альпинистские) и спасательные навыки. Кроме этого важна адаптация к постоянно меняющимся снежным условиям и умение читать горный рельеф, прокладывая на нём свою траекторию движения. В незнакомых горных районах рекомендуется пользоваться услугами местных гидов. 
Перед выходом на маршрут рекомендуется уточнить степень лавинной опасности по району, прогноз погоды и выбрать наиболее безопасный маршрут подъема и спуска. 
Из необходимого оборудования райдер в первую очередь должен иметь сноуборд или горные лыжи, приспособленные к езде по глубокому снегу. Кроме того обязательно требуются: бипер, лавинный щуп, лавинная лопата, шлем, рация, индивидуальные средства спасения при попадании в лавину (рюкзак с ABS, рюкзак с Avalung) и т. д. Умение пользоваться лавинным снаряжением повышает шансы на спасение попавшего в лавину. 
Киностудия Action Brothers сняла фильм «День фрирайдера». Цель фильма — рассказать новичкам в горнолыжном спорте, как вести себя в горах и кататься без риска для жизни.

## Хели-ски
В настоящее время наиболее популярными горными районами, где занимаются хели-ски, являются: Канада, Аляска (США), Исландия, Гренландия, Новая Зеландия, Гималаи, Чили, Патагония, горные районы на севере Европы в Норвегии, Финляндии, Швеции, некоторые районы Альп в Швейцарии и Франции, Киргизия, Узбекистан. В последнее время хели-ски и в России становится все более распространенным видом экстремального катания на горных лыжах/сноуборде. Катаются в основном на Камчатке и на Кавказе (Красная Поляна, Эльбрус, Абхазия, Архыз, Северная Осетия). В отличие от многих европейских курортов в России нет запретов на зоны катания и высадки - летать можно где угодно и спускаться на любом понравившемся склоне, отвечающем лавинным требованиям и уровню подготовки.